# 翁心翰
翁心翰（1917年—1944年9月16日），字凤书，浙江鄞县人，為一名中華民國空軍軍官和飞行员，在抗日战争中殉国。

## 生平
籍贯浙江鄞县，出自石塘翁氏，是国民政府行政院院长翁文灏之仲子。1917年12月29日，生于北平（今北京）。当时中国战乱，翁从小立志从戎。中央航空学校赴北平招生，翁应招，因成绩优异而录取。入读后，先在南京中央陆军官校接受一年陆军军事训练。之后，转赴位于浙江杭州笕桥的中央航校，受初级飞行训练。随着抗日战争的进行，中央航校迁往云南昆明，翁亦随迁。1939年初，毕业于第八期飞行科驱逐组，证书为“驱字第21号”。
畢業後，翁心翰先是在蘭州進行俄製戰鬥機的轉換訓練，後撥交至中華民國空軍第三大隊。1939年5月，一次空战，翁的座驾俄制飞机突发机械故障，翁凭借其高超飞行技术，人机两全均，安全返航着陆，得到空军的传令嘉奖。
1940年夏，日軍大本營策畫代号为“101号作战”的大規模戰略轟炸，集中近300架飞机對國民政府陪都重慶進行密集的空中轟炸作戰。翁驾机频繁升空迎战，于1940年7月24日在成都的攔截任務中，击落日军九七式重轟炸機1架，被记功两次。
由於1940年下半年零式戰鬥機投入後，中華民國空軍的折損過重被迫避戰，同時為了補充損失也增加了飛行員培訓的規模。原本只有軍官教育才能擔任飛行員的制度，也被放寬給訓練期程較短的飛行士官，而這些飛行士官則由新成立的中華民國空軍第十一大隊統轄運用。翁心翰在1940年底被調往十一大隊，訓練這些空軍新血。
1941年底日本偷襲美國致使美國向軸心國宣戰，美國加入同盟國後，英國同意中華民國運用印度進行美援軍械的轉運與戰機換裝。翁心翰所屬的十一大隊在1942年5月得到美軍援助換裝P-66戰鬥機，翁心翰與大隊長王漢勳等資深飛官赴印度接機，該機雖不適合戰鬥，但十一大隊仍使用此機種駐紮四川，負責防空任務。翁心翰在1943年8月23日的攔截任務中再度擊落1架日軍轟炸機。至1944年初十一大隊再度換裝，改用P-40戰鷹戰鬥機，翁心翰此年任41中隊副隊長。
1944年9月16日桂柳會戰期間，十一大隊出動12架戰鬥機試圖攻擊在貴州省全縣之日本砲兵陣地，最終因天候問題僅有翁心翰、榮承恩、駱承堯飛抵目標區完成任務。回航時在廣西省桂林上空進行日軍動向偵查之際，遭日軍防空砲火反擊。翁心翰駕駛的P-40因羅盤遭擊壞失效無法定位回航，最終迫降在貴州省三穗縣郊外，翁心翰迫降時受重傷不治身亡，英年27岁。
翁心翰戰死後追晉少校，官方公報擊落成績為3.4架。身后遗体先是葬於重慶空軍墳，1945年戰勝後移靈葬于南京国际航空烈士园。2013年10月，在贵州省三穗县建成翁心翰烈士纪念碑。